# Giornata mondiale dell'anestesia
La giornata mondiale dell'anestesia, o Ether Day nei paesi anglosassoni, è un evento annuale celebrato in tutto il mondo il 16 ottobre per commemorare la prima dimostrazione di successo di un'anestesia generale tramite etere dietilico avvenuta il 16 ottobre 1846.
Essa viene considerata uno degli eventi più significativi nella storia della medicina e si è svolta in una sala operatoria, ora nota come Ether Dome, al Massachusetts General Hospital, sede della Scuola di Medicina dell'Università di Harvard. 
La scoperta ha permesso ai pazienti di ottenere i benefici dei trattamenti chirurgici senza il dolore associato a un'operazione.
Eventi speciali sono stati organizzati per commemorarne l'anniversario almeno dal 1903. La Federazione mondiale delle società di anestesisti celebra ogni anno la Giornata mondiale dell'anestesia insieme ad altre oltre 134 società in rappresentanza degli anestesisti di oltre 150 paesi partecipanti.